# Турну-Мегуреле
Турну-Мегуреле (рум. Turnu Măgurele) — місто у повіті Телеорман в Румунії, що має статус муніципію.
Місто розташоване на відстані 124 км на південний захід від Бухареста, 44 км на південний захід від Александрії, 105 км на південний схід від Крайови.

## Населення
За даними перепису населення 2002 року у місті проживали 30 089 осіб.
Національний склад населення міста:
| Національність   | Кількість осіб | Відсоток |
| ---------------- | -------------- | -------- |
| румуни           | 28494          | 94,7%    |
| цигани           | 1576           | 5,2%     |
| угорці           | 6              | < 0,1%   |
| серби            | 3              | < 0,1%   |
| німці            | 2              | < 0,1%   |
| греки            | 2              | < 0,1%   |
| росіяни-липовани | 1              | < 0,1%   |
| турки            | 1              | < 0,1%   |
| татари           | 1              | < 0,1%   |
| болгари          | 1              | < 0,1%   |
| італійці         | 1              | < 0,1%   |

Рідною мовою назвали:
| Мова       | Кількість осіб | Відсоток |
| ---------- | -------------- | -------- |
| румунська  | 29055          | 96,6%    |
| циганська  | 1020           | 3,4%     |
| угорська   | 3              | < 0,1%   |
| німецька   | 3              | < 0,1%   |
| турецька   | 1              | < 0,1%   |
| татарська  | 1              | < 0,1%   |
| сербська   | 1              | < 0,1%   |
| болгарська | 1              | < 0,1%   |
| грецька    | 1              | < 0,1%   |
| італійська | 1              | < 0,1%   |

Склад населення міста за віросповіданням:
| Релігія                                       | Кількість осіб | Відсоток |
| --------------------------------------------- | -------------- | -------- |
| православні                                   | 29713          | 98,8%    |
| адвентисти                                    | 231            | 0,8%     |
| баптисти                                      | 33             | 0,1%     |
| римо-католики                                 | 24             | 0,1%     |
| п'ятдесятники                                 | 15             | < 0,1%   |
| не релігійні                                  | 12             | < 0,1%   |
| греко-католики                                | 9              | < 0,1%   |
| атеїсти                                       | 9              | < 0,1%   |
| мусульмани                                    | 7              | < 0,1%   |
| реформати                                     | 5              | < 0,1%   |
| лютерани (Синодально-пресвітеріанська церква) | 3              | < 0,1%   |
| не вказали релігію                            | 6              | < 0,1%   |

## Зовнішні посилання
- Дані про місто Турну-Мегуреле на сайті Ghidul Primăriilor